# Ел Вакиди
Абу Абдулах Мухамед Ибн Омар Ибн Вакид ел Аслами (арап. ابو عبد الله محمد بن عمر بن واقد الاسلمي;  130 – 207 ГХ; 747 – 823 Н.Е) био је историчар који се обично назива Ел Вакиди (арапски: الواقدي). Његово презиме је изведено из имена његовог деде који се звао Вакид и тако је постао познат као Ел Имам Ел Вакиди. Ел Вакиди је био рани муслимански историчар и биограф исламског пророка Мухамеда, специјализован за његове војне кампање. Служио је као судија (кади) за рачун абасидског калифа Ел Мамуна. Неколико Ел Вакидијевих дела познато је по његовом писару и ученику, који се звао Ибн Сад, који је такође радио под Ел Мамуном и био је заговорник доктрине Мутазила о стварању Курана.

## Биографија
Ел Вакиди је рођен у Медини око 748. године (130 ах). Он је био мавла (клијент) Абд Алаха ибн Бурајда из Бану Аслама из Медине. Према Абу Фарају ел Исфаханију, Ел Вакидијева мајка је била ћерка Иса Ибн Џафар ибн Саиб Хатира, Персијанца и праунука Сајба, који је увео музику у Медини.Међу његовим истакнутим учитељима су били Ибн Аби Тахаб Мамар бин Рашид, Малик ибн Анас и Суфјан ел Таври. Живео је у Медини за време Абу Ханифе и Џафара ел Садика и студирао је у Ел Масџид ан Набавију као ученик Малик ибн Анаса. Ел Вакиди је такође имао приступ унуцима Мухамедових пратилаца. Пошто су се многи од Мухамедових сапутника населили у Медини, и Омејади и њихови наследници Абасиди су користили Медину фикх у раним данима. Абасидски калиф Ел Мансур наложио је Малику ибн Анасу да састави ову фикх у књигy, која је постала позната као Мувата Имам Малик. Ел Вакиди је првобитно зарађивао за живот као трговац пшеницом, али када га је задесила несрећа у 50-тој години, и он је мигрирао у Ирак током владавине Харун ел Рашида. Именован је за судију источног Багдада, а наследник Харун ел Рашида Ел Мамун га је касније именовао за кадију војног логора у Ресафи.
Ел Вакиди се концентрисао на историју, а многи његови вршњаци признали су га као мајстора овог заната. Његове књиге о раним исламским експедицијама и освајањима претходиле су већини сунитске и шиитске књижевности каснијег периода Абасида. Његови радови о биткама Мухамеда и његових сапутника сматрани су поузданим од стране раних исламских научника. Иако се још увек сматрају важним извором ране исламске историје, касније су аутори расправљали о поузданости његових дела. Западни оријенталисти који су уживали у његовим списима укључујући Мартина Лингса.

## Радови
Ел Вакиди је првенствено познат по свом делу Китаб ел Тарик ва ел Магази (арап. كتاب التاريخ والمغازي, "Књига историје и похода"), које је једини део његовог корпуса који је у потпуности сачуван. Описује битке које је водио Мухамед, као и Мухамедов живот у граду Медини.Рад се ослања на ранију суре Ибн Исхака, иако укључује детаље који се не налазе у тексту Ибн Исхака.
Ел Вакидију се приписују бројни радови који прате исламска освајања, мада се већина ових атрибуција сада сматра погрешним.
 Футух ел Шам (арап. كتاب فتوح الشام, "Књига освајања Сирије"), је новелација освајања византијске Сирије од стране исламске војске, и традиционално се приписује Ел Вакидију. Модерни научници генерално класифицирају Футух ел Шам као лажно приписани каснији рад, датирајући га у време крсташких ратова, иако неки научници верују да се мали део текста може пратити до времена Ел Вакидија. Поред тога што описује битке исламских војски, у раду се такође описује храброст разних муслиманских жена, укључујући ту жене као што су Хинд Бинт Утбах, Хавла бинт ел Азвар и Асма бинт Аби Бакр.
Према Ибн ел Надиму, Ел Вакиди је написао књигу која детаљно описује смрт Хусеина ибн Алија, иако овај рад није преживио. Други изгубљени текстови који се приписују Ел Вакидију укључују књигу која приказује последње дане Мухамедовог живота. Радови Ел Вакидијевог ученика Ибн Сада могу садржати неке одломке из ових текстова.

## Критика
Један број исламских научника оптужио је Ел Вакидија да је измислио или изменио извјештаје у својим делима. Ел Шафи је изјавио да су "све књиге Ел Вакидија лажи", док су га Ел Албани, Ахмед ибн Ханбал и Ел Наса такође оптужили да је измислио своје изворе.Ел Дахаби и Ел Даракутни сматрају да су предања Ел Вакидија слаба. Ел Дахаби је критиковао његову методологију. Он је навео да је Ел Вакиди, док је био "ученик", био са недостатацима и недовољно образован у хадису. Према Ел Нававију, овај став је био консензус исламских научника.
Неки научници су бранили Ел Вакидија од оптужби да је измислио своја предања и сматрао га поузданим извором. Ел-Дараварди (умр. 186 АХ) је изјавио да је "Ел-Вакиди мајстор предања", , док је Јазид ибн Харун (умр. 206 АХ), Абу Убајд ел Касим ибн Салам (умр. 224 АХ) ), и ел-Мусајиби (умр. 236 АХ) су изјавили да су његова дела поуздана. Други који су га сматрали поузданим су Мусаб ел Зубајри и Мухамед ибн Исхак ел Сагани.
Међу Ел Вакидијевим критичарима, неколико научника га је сматрало поузданим у неким стварима, укључујући детаље о биткама ране муслиманске заједнице. Ибн Хаџар ел Аскалани је изјавио: "Он је прихватљив у нарацијама о биткама према нашим друговима и Алах зна најбоље."